# Michael Terhaag

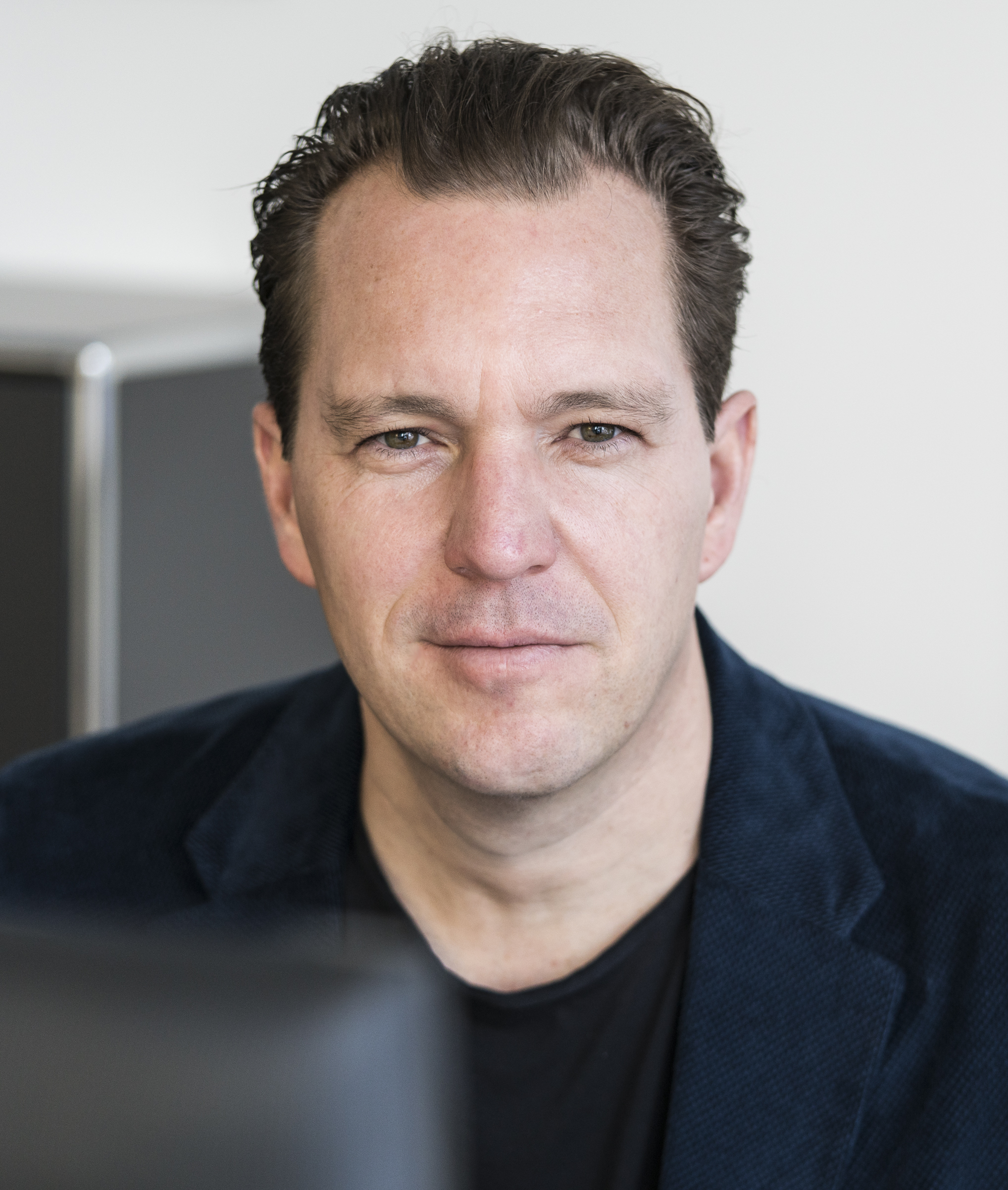
Michael Terhaag (2017)

Michael Terhaag (* 28. April 1971 in Hilden) ist ein deutscher Rechtsanwalt. Einer breiteren Öffentlichkeit bekannt wurde er durch Auftritte im Frühstücksfernsehen und dem Magazin Planetopia von Sat.1, im Vormittagsprogramm des ZDF bei Volle Kanne, in Nachrichtensendern, wie n-tv und N24 und bei Phoenix. Seit 2005 schreibt er in loser Folge im Berliner Tagesspiegel zu aktuellen Themen aus dem Bereich des Internetrechts.

## Leben
Nach dem Jurastudium an der Universität zu Köln absolvierte er sein Rechtsreferendariat am Landgericht Düsseldorf. Im Jahr 1999 erhielt Terhaag die Rechtsanwaltszulassung und war drei Jahre als Rechtsanwalt in einer auf Medienrecht spezialisierten Sozietät in Düsseldorf tätig.
Im Jahr 2002 gründete er mit anderen Rechtsanwälten die Kanzlei Withöft, Terhaag & Rossenhövel, heute Terhaag & Partner Rechtsanwälte.
Er absolviert dann auch einen Weiterbildungsstudiengang an der Heinrich-Heine-Universität in Düsseldorf zum Master of Laws (LL.M.) im Informationstechnologierecht mit dem Schwerpunkt E-Commerce.
Terhaag ist Fachanwalt für Informationstechnologierecht (IT-Recht) sowie Fachanwalt für gewerblichen Rechtsschutz.
Von 2013 bis 2016 war er Lehrbeauftragter an der Fachhochschule Düsseldorf im Fachbereich Medien mit einem Lehrauftrag für IT-Recht.

## Veröffentlichungen

### Bücher
- Influencer-Marketing Rechtshandbuch mit Christian Schwarz LL.M., 2. vollständig überarbeitete und aktualisierte Auflage, Nomos Verlag, Baden-Baden 2024, ISBN 978-3-7560-0867-4
- Influencer-Marketing Rechtshandbuch mit Christian Schwarz LL.M. Nomos Verlag, Baden-Baden 2021, ISBN 978-3-8487-7174-5
- Ihr Recht bei Google, Amazon, Facebook und Co. Wolters Kluwer Verlag, Berlin 2017, ISBN 978-3-47209-502-6
- IT-Sicherheitsgesetz: Auswirkungen, Entwicklung und Materialien für die Praxis Bundesanzeiger Verlag, Köln 2015, ISBN 978-3-8462-0531-0
- mit Manfred Kotzian-Rumpf, Betina Münch: Rechtskompass 2013, 2014, 2015. Akademische Arbeitsgemeinschaft Verlag, 2013, ISBN 978-3-86817-406-9
- mit Manfred Kotzian-Rumpf, Betina Münch und Axel Teunissen: BILD Ihr gutes Recht: Wegweiser durch den Rechtsalltag. Bastei Lübbe, 2012, ISBN 978-3404606955
- mit Volker Herrmann: Der große Ratgeber Online-Recht Data Becker, Düsseldorf 2010, ISBN 978-3-8158-2994-3
- mit Volker Herrmann und Jörg Pumpa: Mit eigenen Fotos Geld verdienen – Mit praktischen Tipps zu allen relevanten Rechtsfragen Data Becker, Düsseldorf 2009, ISBN 978-3-8158-3504-3
- mit Volker Herrmann: Onlinerecht: Ratgeber für Selbstständige Data Becker, Düsseldorf 2006, ISBN 978-3-8158-2783-3

### Beiträge
- Terhaag – „Werbung mit Klimaneutralität“ - Fachbeitrag und zugleich Kommentar zu OLG Düsseldorf, Urteil vom 6.7.2023, 20 U 152/22, Kommunikation und Recht (K&R 10/2023)
- Terhaag – Fachbeitrag „Das Internet, wie wir es kannten“ – Editorial zu Influencer-Marketing, Digital Markets Act (DMA) und Digital Service Act (DSA), Kommunikation und Recht (K&R 4/2023)
- Terhaag/Schwarz – Kommentar zu OLG Hamburg, Urteil vom 2. Juli 2020, Az. 15 U 142/19 (Influencer-Werbung) in Kommunikation und Recht (K&R) 2020, 634f.
- Terhaag/Schwarz – Fachbeitrag: „Influencer - Die Wundertüte des Online-Marketings“, in Kommunikation und Recht (K&R) 2019, 612ff.
- Terhaag – Fachbeitrag bei Legal Tribune Online: Neue Nutzungsbedingungen bei Facebook – „Du kannst dein Konto jederzeit löschen“
- Terhaag/Laoutoumai – Urteilanmerkung zu BGH Az.: I ZR 192/12 – Goldbärenbarren: Kein Wettbewerbsverstoß durch Gewinnspiel-Werbung Kommunikation und Recht (K&R) 2014, 526ff.
- Terhaag/Telle – Aufsatz „Immaterielle Erschöpfung - Gibt es den virtuellen Flohmarkt für gebrauchte Multimediadateien?“ Kommunikation und Recht (K&R) 2013, 549ff.
- Terhaag/Schwarz – Aufsatz: „Quo vadis, Freundschaftsempfehlung - Mächtiges PR-Instrument oder wettbewerbswidrige Datenschleuder?“, Kommunikation und Recht (K&R) 2012, 377ff
- Terhaag, Aufsatz „BGH zieht Schlussstrich unter jahrelangen Streit wegen Domainparking“ – Kommentar zu: BGH, Urteil vom 18. November 2010 – I ZR 155/09, Kommunikation und Recht (K&R) 2011, 489
- Terhaag, Urteilsanmerkung zu OLG München, Az.: 6 U 5869/07 zur Störerhaftung beim Domainparking, Kommunikation und Recht (K&R) 2010, 125
- Terhaag, Kommentar zu BGH I ZR 218/07, Eingriff in den eingerichteten und ausgeübten Gewerbebetrieb bereits durch einmalige E-Mail-Werbung, Betriebs-Berater 2009, 2224, 2225
- Terhaag/Dr. Engels: „MonopolVZ – Zur Reichweite von Serienmarken bei Internetportalen“ gleichzeitig Anmerkung zu Urteil des LG Köln vom 2. Mai 2008 - 84 O 33/08 – studiV, Kommunikation und Recht (K&R) 2008, 647
- Terhaag, Anmerkung zu OLG Braunschweig, Beschluss vom 5. Dezember 2006 - 2 W 23/06: Markenverletzung durch Google-AdWords, Multimedia und Recht (MMR) 2007, 110
- Terhaag, Kommentar zu BGH, Urteil vom 18. Mai 2006, Az.: I ZR 183/03 Markenverstoß durch Metatags „Impuls“, K&R 2006, 572, 574; zit. u. a. in Prof. Dr. Karl-Heinz Fezer, Markenrecht, Rn 84, 4. Auflage 2009
- Terhaag, Urteilsanmerkung zu FG Rheinland-Pfalz: Steuerliche Abschreibung von Domainanschaffungskosten, Multimedia und Recht (MMR) 2005, 336
- Terhaag, Beitrag zu LG München I: Urteil vom 24. Juni 2004 - 17 HKO 10389/04, K&R 2004, 448, zit. u. a. in Hoeren/Sieber, Multimedia-Recht, Rn. 252, 22. Auflage 2009